# Anything (canción de Blue System)
«Anything» (en español: «Cualquier cosa») es el primer sencillo del decimotercer y último álbum de Blue System, Here I Am. Es publicado en 1995 por Hanseatic M.V. y distribuido por BMG. La letra, música, arreglos y producción pertenecen a Dieter Bohlen.

## Sencillos
CD-Maxi Hansa 74321 53697 2 (BMG) / EAN 0743215369721	10.11.1997
1. «Anything» 3:42
2. «You Are Lyin'»	3:47
3. «Baby Believe Me» 3:39

## Posicionamiento
El sencillo permaneció solamente una semana en el chart alemán desde el 24 de noviembre de 1997 hasta el 30 de noviembre de 1997. Alcanzó el #79 como máxima posición.
| Listas (1997) | Máxima posición |
| ------------- | --------------- |
| Alemania      | 79              |

## Créditos
- Composición - Dieter Bohlen
- Producción - Dieter Bohlen
- Arreglos - Dieter Bohlen
- Fotografía - Manfred Esser
- Diseño de carátula - Reinsberg WA Berlin
- Publicación - Warner Chappell / Blue Obsession Music
- Distribución - BMG